# Slowaakse Academie van Wetenschappen
De Slowaakse Academie van Wetenschappen (Slowaaks: Slovenská akadémia vied, SAV), is de hoogste en belangrijkste wetenschappelijke instelling van Slowakije, gespecialiseerd in de exacte wetenschappen. Sinds januari 2015 is Pavol Šajgalík de vooriztter van de academie. De instelling zetelt in de Slowaakse hoofdstad Bratislava

## Geschiedenis
De Slowaakse Academie van Wetenschappen is opgericht op 18 juni 1953. De SAV volgde de Slowaakse Academie van Wetenschappen en Kunst (Slovenská akadémia vied a umení, SAVU) op. De SAV kreeg de wetenschappelijke competenties van de Matica Slovenska en de Slowaakse Museumassociatie.
De eerste poging om in Slowakije een wetenschappelijke vereniging op te richten was een project in Bratislava in 1735 door de adellijke historicus, filosoof en priester Matej Bel (22 maart 1684 - 29 augustus 1749). In het jaar 1771 kreeg keizerin Maria Theresa een voorstel voorgelegd om in Bratislava een academie op te richten, gebaseerd op het model van de academies van Berlijn en Sint-Petersburg (geen enkel voorstel werd uitgevoerd). In 1892 werd nog een voorstel ingediend door priester Andrej Kmet. In 1942 werd de Slowaakse Academie van Wetenschappen en Kunsten (SAVU) opgericht, die actief was tot de oprichting van SAV in 1953.

## Voorzitters
- 1953 – 1955: Ondrej Pavlík
- 1955 – 1961: Andrej Sirácky
- 1961 – 1965: Dionýz Blašković
- 1965 – 1970: Stefan Schwarz
- 1970 – 1974: Karol Šiška
- 1974 – 1989: Vladimir Hajko
- 1990 – 1992: Ladislav Macho
- 1992 – 1995: Branislav Lichardus
- 1995 – 2009: Stefan Luby
- 2009 – 2015: Jaromír Pastorek
- sinds 2015: Pavol Šajgalík[1]

Op 3 juni 2021 benoemde president Zuzana Čaputová Pavel Šajgalík tot voorzitter voor een derde termijn, die duurt tot 2025.

## Afbeeldingen

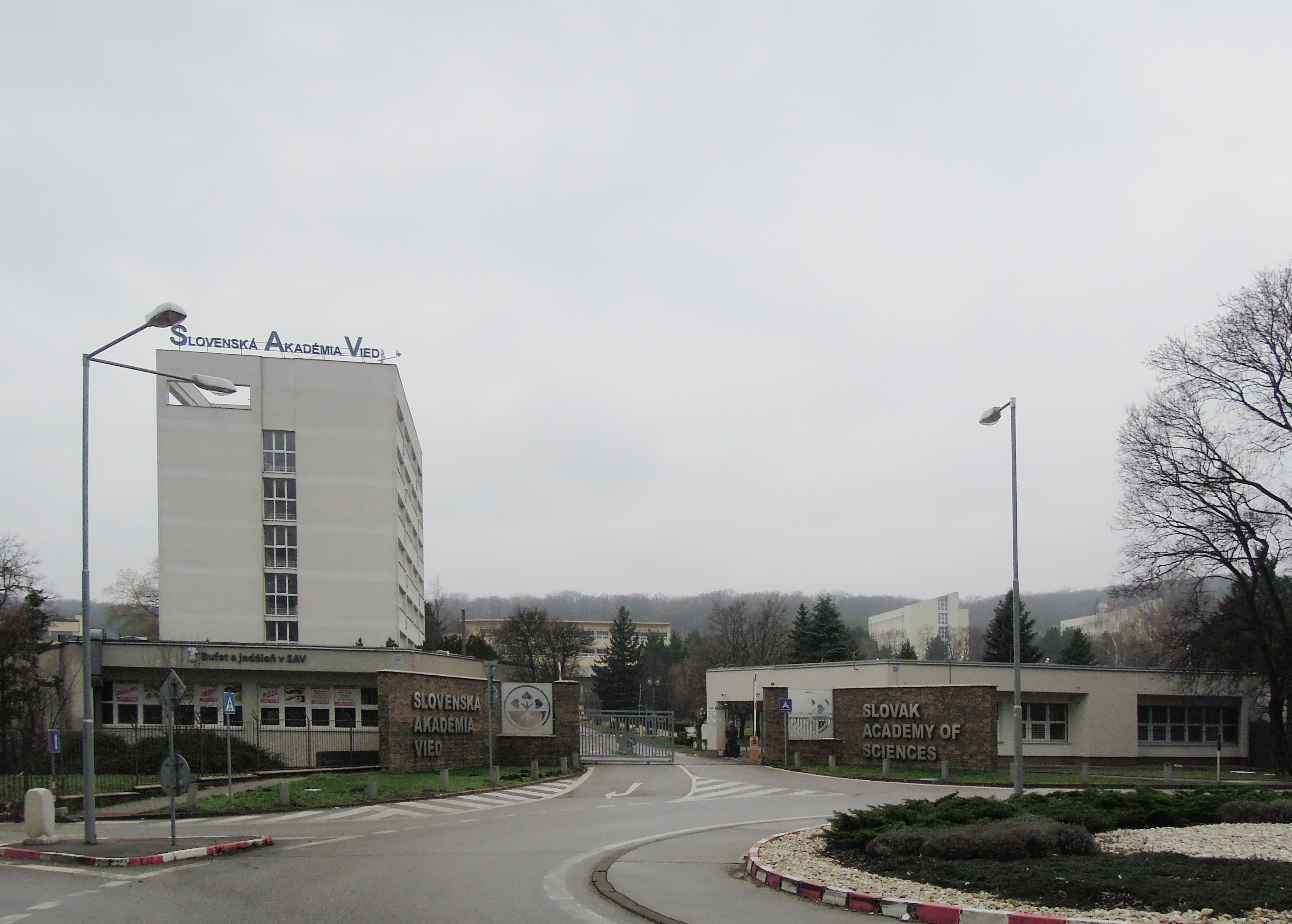
Toegang tot het pand van de Slowaakse Academie van Wetenschappen aan Dúbravská cesta in Bratislava
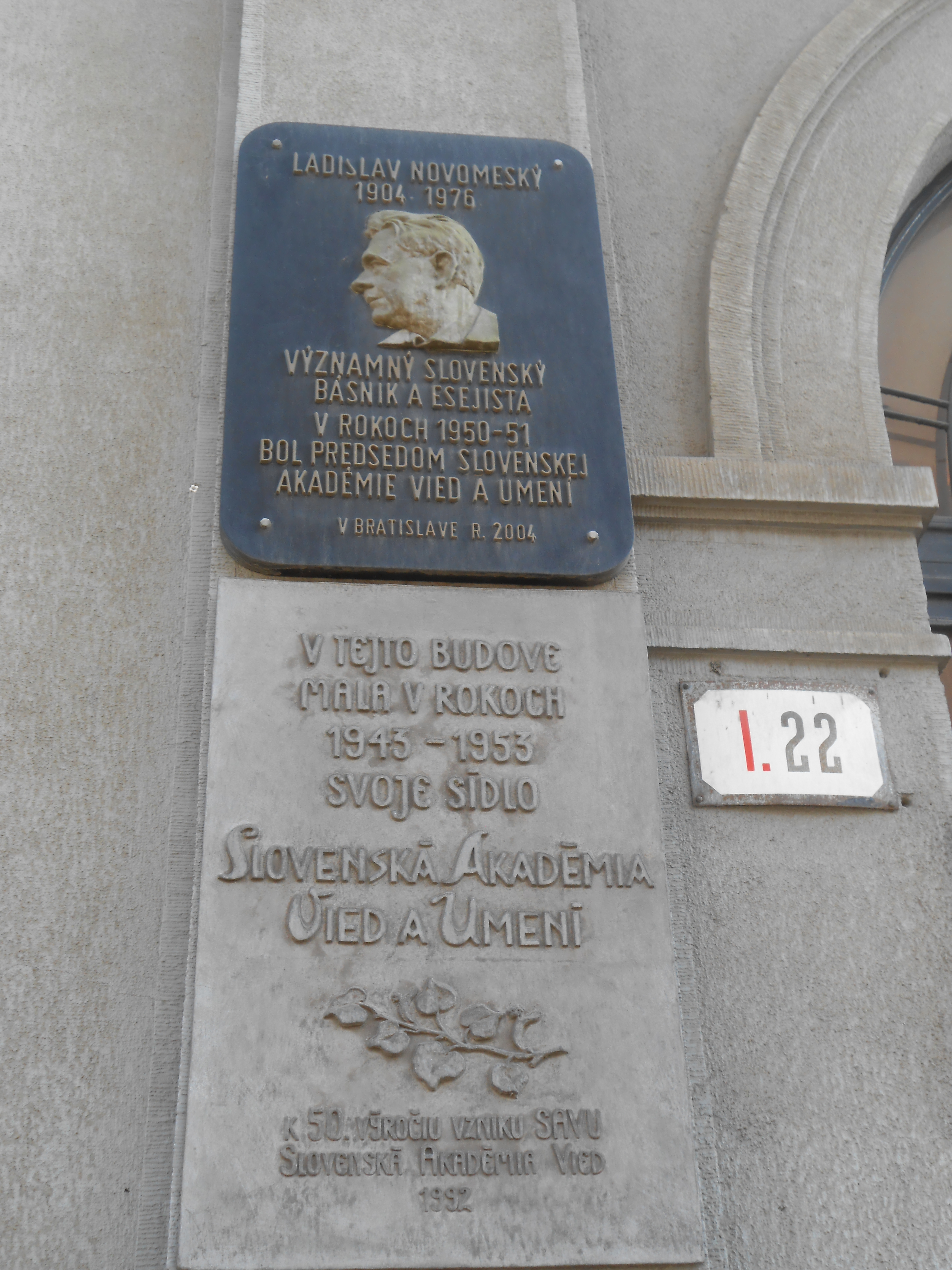
Gedenkplaat van de Slowaakse Academie van Wetenschappen en Kunsten, die in de jaren 1943-1953 actief was in de gebouwen van de huidige Comeniusuniversiteit. Daarboven een plaquette ter herdenking aan Lac Novomeský, die in 1950-51 in het gebouw werkte.